# 台湾の幼稚園一覧の一覧
台湾の幼稚園の一覧については、各地方行政組織別の一覧を参照の事
- 台北市の幼稚園一覧
- 新北市の幼稚園一覧
- 台中市の幼稚園一覧
- 台南市の幼稚園一覧
- 高雄市の幼稚園一覧
- 基隆市の幼稚園一覧
- 新竹市の幼稚園一覧
- 嘉義市の幼稚園一覧
- 桃園市の幼稚園一覧
- 新竹県の幼稚園一覧
- 苗栗県の幼稚園一覧
- 彰化県の幼稚園一覧
- 南投県の幼稚園一覧
- 雲林県の幼稚園一覧
- 嘉義県の幼稚園一覧
- 屏東県の幼稚園一覧
- 宜蘭県の幼稚園一覧
- 花蓮県の幼稚園一覧
- 台東県の幼稚園一覧
- 澎湖県の幼稚園一覧
- 金門県の幼稚園一覧
- 連江県の幼稚園一覧